# Довгаль, Владимир Никитович
Влади́мир Ники́тович До́вгаль (укр. Володимир Микитович Довгаль; 7 октября 1935, Кременчуг, Харьковская область — 6 сентября 1990, Кривой Рог, Днепропетровская область) — советский шахтёр, бригадир бурильщиков шахты «Юбилейная» рудоуправления имени XX партсъезда производственного объединения «Кривбассруда» Днепропетровской области, Украинская ССР. Герой Социалистического Труда (1977). Депутат Верховного Совета УССР 9—11 созывов.

## Биография
Родился 7 октября 1935 года в рабочей семье в городе Кременчуг. Отец — председатель колхоза в селе Писарщина Кременчугского района Полтавской области.
С 1947 года — прицепщик в колхозе села Писарщина Полтавской области и на лесозаготовках в Архангельской области РСФСР.
В 1953 году окончил Евпаторийскую морскую школу. В 1953—1958 годах — матрос Дальневосточного государственного морского пароходства.
В 1958—1962 годах — проходчик шахты № 10 «Чекист» в городе Сталино, помощник заведующего складом Рублёвского хлебоприёмного пункта Полтавской области.
В 1962—1969 годах — проходчик шахты «Юбилейная» рудоуправления имени XX партсъезда производственного объединения «Кривбассруда».
В 1966 году вступил в КПСС.
С 1969 года — бригадир бурильщиков шахты «Юбилейная» рудоуправления имени XX партсъезда производственного объединения «Кривбассруда» Днепропетровской области.
Избирался депутатом Верховного Совета УССР 9—11 созывов.
Указом Президиума Верховного Совета СССР от 12 мая 1977 года за выдающиеся успехи в выполнении принятых на 1976 год социалистических обязательств по увеличению выпуска и улучшению качества продукции, повышению производительности труда Довгалю Владимиру Никитовичу присвоено звание Героя Социалистического Труда с вручением ордена Ленина и золотой медали «Серп и Молот».
Умер 6 сентября 1990 года в городе Кривой Рог.

## Награды
- Медаль «Серп и Молот» (12 мая 1977);
- Орден Ленина (12 мая 1977);
- Дважды Орден Трудового Красного Знамени (30.03.1971; 19.02.1974);
- Почётная грамота Президиума Верховного Совета УССР;
- Медаль Пламя Дружбы (ГДР);
- Знак «Шахтёрская слава».

## Память
- Имя на Стеле Героев в Кривом Роге.